# Scisciano
Scisciano es un municipio italiano localizado en la ciudad metropolitana de Nápoles, región de Campania. Cuenta con 5.769 habitantes en 5,5 km².
El territorio municipal contiene las frazioni (subdivisiones) de Cerreto di Scisciano, Frocia, Masseria Camaldoli, Palazzuolo, San Martino, Spartimento y Torre. Limita con los municipios de Marigliano, Nola, San Vitaliano, Saviano y Somma Vesuviana.

## Evolución demográfica
| Gráfica de evolución demográfica de Scisciano entre 1861 y 2011 |
|                                                                 |
| Fuente ISTAT - elaboración gráfica de Wikipedia                 |